# Rajnai átkelés (népvándorlás)
A rajnai átkelés a népvándorláskor egyik meghatározó történeti eseménye volt. 406. december 31-én vagy 407. január elsején a vandálok, az alánok és a szvébek átkeltek a Rajnán. A Nyugatrómai Birodalom a támadókat már képtelen volt feltartóztatni, s kénytelen volt tudomásul venni Gallia, majd Hispania elvesztését.

## Előzmények
405-ben százezres nagyságúra becsült tömeg tört be Itáliába Radagaisus vezetésével: vandálok, burgundok, alánok, szvébek, gótok. Ugyan Flavius Stilicho nyugatrómai hadvezér vereséget mért a barbárokra, azonban a Nyugatrómai Birodalom dunai határa végleg elveszett, sőt jelentős germán tömeg gyűlt össze az Alpoktól északra. Azáltal, hogy Stilicho Észak-Itália megvédésére koncentrált, a birodalomnak nem maradt elég tartaléka a rajnai limes megvédéséhez.

### Feltételezett hun támadás
Felvetődött, hogy a három szövetséges nép, a vandálok, alánok és szvébek az európai hunok elől menekültek. A teória szerint 402 és 406 között hun támadás érte a Visztula és Odera közti silingi vandálok szállásterületét, akik a Kárpát-medencében élő hasdingi vandálokkal és más népcsoportokkal együtt nyugat felé menekültek. A Kárpátoktól északra zajló hun hadjáratot írásos források nem támasztják alá, a kutatók régészeti leletek alapján következtettek erre.

## Gallia megszállása

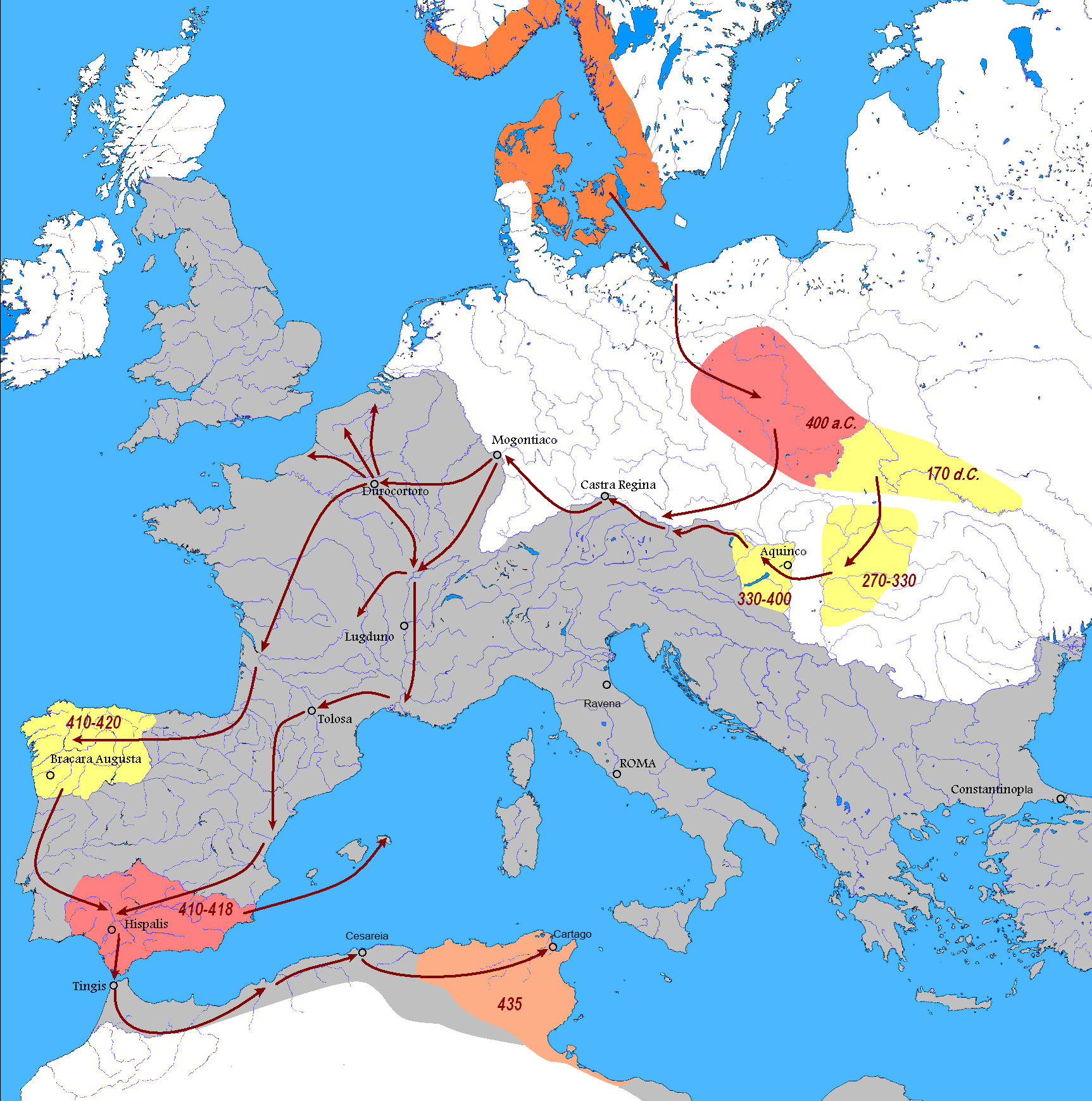
A vandálok vándorlása

Az. 5. század első éveire a nyugatrómai államvezetés nem tudta megakadályozni a Pannonia és Noricum provinciákon keresztül zajló népvándorlást. A germán vandálok és szvébek, valamint az iráni eredetű alánok akadálytalanul közelítettek még a Rajnát, ahol a rómaiak száli frank szövetségesei (foederati) állták az útjukat. Ekkortájt a római hadszervezet részét képező frankok védelmezték a romanizált Gallia északi területeit.
A rómaiak frank szövetségesei sikertelenül próbálták feltartóztatni a vandálok támadását. Bár későbbi források szerint a vandálok királya, Godigisel is elesett, a vandálok az alánok segítségével sikeresen legyőzték a frankokat. 406. december 31-én Mainz térségében a vandálok átkeltek a befagyott Rajnán, megszállták a birodalomhoz tartozó Germania provinciát és végigvonultak Gallián. Ekkor dúlták fel többek között Trier, Worms, Strasbourg és Rheims városát. Godigisel fia, Gunderik vezetésével a vandálok délnyugat felé vonultak, megszállva Aquitaniát.

## Következmények
Az 5. század eleji támadások következtében a Nyugatrómai Birodalom elveszítette természetes határait, a Dunát és a Rajnát, melyeket a történelem során már sohasem szerzett vissza. A galliai védelem összeomlását követően a népharag a germánok ellen fordult. A vandál származású, ariánus hitű Stilichót 408-ban végezték ki, így Róma elvesztette azt a hadvezért, aki képes lett volna a birodalom megvédésére.
409. október 13-án a vandálok átkeltek a Pireneusokon, rövid időn belül elfoglalva az Ibériai-félszigetet. A szvébek a mai spanyol Galicia vidékén, az asdingi vandálok a mai Portugália északi részén, a silingi vandálok pedig a mai Andalúzia területén telepedtek meg, amely utóbbiakról kapta a nevét. 429-ben a vandálok és alánok egy római belviszályt kihasználva Észak-Afrikába vonultak. A következő évtizedben a Nyugatrómai Birodalom Itália területére szorult vissza.